# Китион
Китион (древногръцки: Κίτιο, латински: Citium, финикийски: kt/kty) е град-държава от бронзовата и желязна епоха в Южен Кипър. Образуванието е създадено през 13 век пр.н.е. 

## Хронология
- микенски период между 1200 пр.н.е. и 1000 пр.н.е. на ахейците. В началото на 12 век пр.н.е., градът е изграден в голям мащаб.
- около 1000 г. пр.н.е. градът е изоставен, а живота на острова продължава в други области.
- в началото на 10 век пр.н.е. започва финикийска колонизация на острова оттук.
- наличие на финикийска фактория на Тиро-Сидонското царство, като около 850 г. пр.н.е. и изграден храм на Астарта.
- Китион е под египетското владичество 570-545 г. пр. Хр.
- Китион е под Ахеменидска власт от 545 г. пр. Хр.
- Китион през 499 г. пр. Хр се присъединява към бунта на Йония срещу Персия.
- край на персийската власт над Китион – 332 г. пр. Хр.
- Птолемей I убива финикийския цар на Китион и изгаря финикийските храмове, като присъединява към Елинистически Египет Китион през 312 г. пр. Хр.
- Китион е анексиран от Рим през 58 г. пр. Хр.

Градът е разрушаван от силни земетресения през 76, 322 и 342 години от новата/нашата ера.